# ميلان شايين
ميلان شايين مواليد 16 مايو 1993 في صربيا، هو لاعب كرة يد قطري يلعب كظهير أيسر. مثل منتخب قطر لكرة اليد.